# Nils van der Poel
Nils Göran van der Poel (* 25. April 1996 in Trollhättan), seit November 2024 Nils Svensson, ist ein ehemaliger schwedischer Eisschnellläufer. Er ist Olympiasieger über 5000 und 10.000 m und wurde mehrfach Weltmeister.

## Werdegang
Van der Poel startete international erstmals bei den Olympischen Jugend-Winterspielen 2012 in Innsbruck. Dort wurde er Neunter im Massenstart, Siebter über 1500 m und Fünfter über 3000 m.
In der Saison 2012/13 wurde er schwedischer Juniorenmeister im Sprintmehrkampf und belegte bei den Juniorenweltmeisterschaften in Klobenstein den 44. Platz über 1500 m, den 12. Rang im Mehrkampf, den achten Platz über 5000 m und den fünften Rang in der Teamverfolgung.
Zu Beginn der Saison 2013/14 gab er in Calgary sein Debüt im Weltcup und errang dabei in der B-Gruppe den 20. Platz über 5000 m. Im weiteren Saisonverlauf wurde er schwedischer Juniorenmeister im Sprintmehrkampf und im Vierkampf und holte bei den Juniorenweltmeisterschaften in Bjugn die Goldmedaille über 5000 m. Bei der Mehrkampfweltmeisterschaft 2014 in Heerenveen lief er auf den 19. Platz und bei der Mehrkampfeuropameisterschaft 2014 in Hamar auf den 24. Platz.
Auch in der folgenden Saison siegte er bei den schwedischen Juniorenmeisterschaften im Sprintmehrkampf und bei den Juniorenweltmeisterschaften in Warschau über 5000 m. Nach Berichten hat van der Poel bei der Junioren-WM 2015 einen Fisch gekauft und im Hotelzimmer der Niederländer versteckt, damit er dort stinkend vor sich hingammelt.
Im Dezember 2015 wurde er in der Teamverfolgung erstmals schwedischer Meister. Anschließend wollte er mit dem Schlittschuhlauf aufhören, weil er keinen Sinn in dem „stupiden täglichen Training“ sah. Er versuchte sich in den folgenden zwei Jahren an verschiedenen Ausdauersportarten (darunter 100-Kilometer-Läufe, Fallschirmspringen, Skydiving, Snowboarden).
Nach einer Saison, in der er nicht Schlittschuh gelaufen war, kehrte er zu jener Sportart zurück, gewann die schwedischen Meisterschaften im Mehrkampf und errang bei den Einzelstreckenweltmeisterschaften 2017 in Gangwon den achten Platz über 10.000 m.
Nach erneutem Sieg im Mehrkampf bei den schwedischen Meisterschaften 2018, startete er erstmals in Gangwon bei den Olympischen Winterspielen 2018. Dort belegte er den 14. Platz über 5000 m. Bei der folgenden Mehrkampfweltmeisterschaft wurde er Sechster. Danach machte er wieder eine Saison Pause vom Schlittschuhlauf. Wolfgang Pichler überzeugte ihn jedoch zur Rückkehr.
Nach Platz vier im Mehrkampf zu Beginn der Saison 2020/21 bei den Europameisterschaften 2021 in Heerenveen, errang er beim ersten Weltcup der Saison den dritten Platz über 5000 m in der B-Gruppe. Beim folgenden Weltcup konnte er mit Platz zwei über 5000 m in der A-Gruppe seine erste Podestplatzierung im Weltcup erringen und belegte damit den fünften Platz im Gesamtweltcup über die Langdistanzen. Bei den Einzelstreckenweltmeisterschaften 2021 in Heerenveen gewann er jeweils die Goldmedaille über 5000 und über 10.000 m und lief dabei mit 12:32,95 Minuten neuen Weltrekord.
Bei den Olympischen Winterspielen 2022 konnte er im Eisschnelllauf diesen Weltrekord auf 12:30,74 Minuten verbessern. Über 5000 m stellte er mit 6:08,84 Minuten einen olympischen Rekord auf. Danach, noch bei den Olympischen Spielen, warf er dem niederländischen Schlittschuhteam vor, den Eismeister der Spiele korrumpiert zu haben, das Eis im Sinne der Niederländer extra hart zu präparieren.
Im März 2022 gab van der Poel bekannt, dass er seine Karriere nach dem Weltcup in Heerenveen beenden würde.
Im Januar 2025 meldeten schwedische Medien, dass van der Poel seinen Nachnamen bereits im November 2024 offiziell in „Svensson“ geändert hatte.

## Diverses
Nils van der Poel hat einen niederländischen Großvater, daher sein niederländischer Nachname. Eine seiner Großmütter ist ungarischer Abstammung. Er ist nicht verwandt mit dem niederländischen Radsportler Mathieu van der Poel.
Im Jahr 2021 wurde er mit dem Oscar Mathisen Memorial Trophy ausgezeichnet, einer internationalen Auszeichnung für den Eisschnellläufer mit der herausragendsten Leistung in der vorangegangenen Saison. Des Weiteren wurden ihm die Svenska-Dagbladet-Goldmedaille ("Bragdguldet") und Radiosportens Jerringpris für 2022 verliehen.

## Persönliche Bestzeiten
- 500 m      37,33 s (aufgestellt am 5. März 2022 in Hamar)
- 1000 m    1:13,92 min (aufgestellt am 15. November 2014 in Hamar)
- 1500 m    1:47,18 min (aufgestellt am 4. Dezember 2021 in Salt Lake City)
- 3000 m    3:51,12 min (aufgestellt am 15. November 2014 in Hamar)
- 5000 m    6:01,56 min (aufgestellt am 3. Dezember 2021 in Salt Lake City)
- 10.000 m   12:30,74 min (aufgestellt am 11. Februar 2022 in Peking)

## Teilnahmen an Weltmeisterschaften und Olympischen Winterspielen

### Olympische Spiele
- 2018 Pyeongchang: 14. Platz 5000 m
- 2022 Peking: 1. Platz 5000 m, 1. Platz 10.000 m

### Einzelstrecken-Weltmeisterschaften
- 2017 Gangwon: 8. Platz 10.000 m
- 2021 Heerenveen: 1. Platz 5000 m, 1. Platz 10.000 m

### Mehrkampf-Weltmeisterschaften
- 2014 Heerenveen: 19. Platz Großer Vierkampf
- 2018 Amsterdam: 6. Platz Großer Vierkampf
- 2022 Hamar: 1. Platz Großer Vierkampf

## Weltcupsiege im Einzel
| Nr. | Datum             | Ort                 | Disziplin |
| --- | ----------------- | ------------------- | --------- |
| 1.  | 12. November 2021 | Tomaszów Mazowiecki | 5000 m    |
| 2.  | 20. November 2021 | Stavanger           | 10.000 m  |
| 3.  | 3. Dezember 2021  | Salt Lake City      | 5000 m    |
| 4.  | 10. Dezember 2021 | Calgary             | 5000 m    |
| 5.  | 12. März 2022     | Heerenveen          | 5000 m    |